# Comuni dell'Islanda

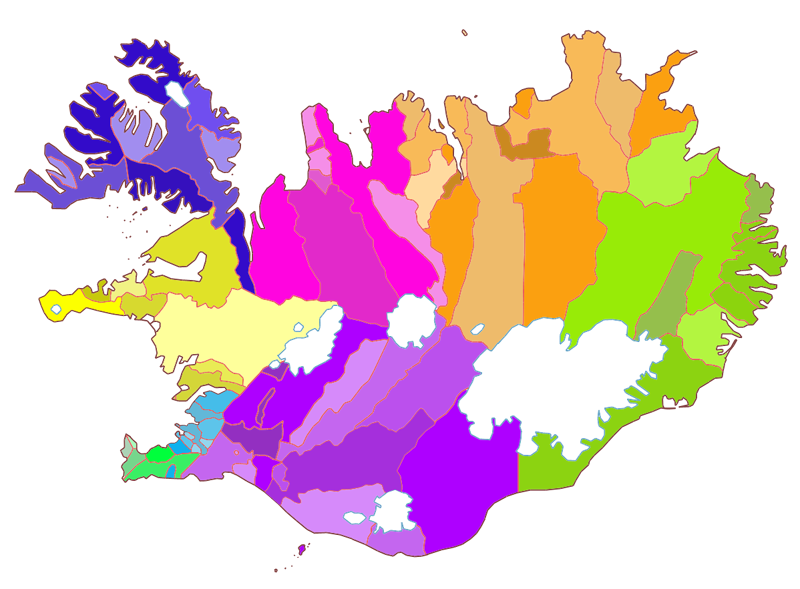
I comuni dell'Islanda

I comuni dell'Islanda costituiscono l'unica suddivisione amministrativa del Paese, essendo le regioni e le contee prive di rilevanza politica, e ammontano a 72.

## Caratteristiche
I comuni sono competenti in ambito di erogazione di servizi pubblici quali scuole dell'infanzia, scuole elementari, gestione della nettezza urbana, servizi sociali, alloggi pubblici e trasporti pubblici, servizi ai cittadini anziani e persone disabili, ecc. I comuni inoltre controllano la zonizzazione e possono offrirsi di incaricarsi di altri compiti se hanno i fondi sufficienti; la loro autonomia è garantita dalla costituzione dell'Islanda.
I comuni sono governati da un consiglio municipale che è eletto direttamente ogni 4 anni. Le dimensioni di questi consigli varia da 3 membri nelle municipalità più piccole a 15 in quelle più grandi. La maggior parte di queste, tranne quelle più piccole in assoluto, assumono un dirigente esecutivo che può essere un membro del consiglio o meno; questi dirigenti sono spesso chiamati "sindaco" (bæjarstjóri / borgarstjóri) nella maggior parte dei comuni urbani ma "dirigente comunale" (sveitarstjóri) nei comuni rurali o misti.
L'origine dei comuni si può far risalire al primo periodo della storia islandese, quando, nel X secolo, le comunità rurali si organizzarono in comuni (hreppar) con il principale intento di fornire aiuto ai membri più poveri della società. Quando cominciò l'urbanizzazione in Islanda attorno al XVIII e XIX secolo, furono create molte città indipendenti (kaupstaðir). Il ruolo dei comuni fu ulteriormente formalizzato durante il XX secolo e alla fine di questo secolo non ci fu più distinzione fra i comuni urbani e quelli rurali. La tendenza dei tempi recenti è stata quella di trasferire più funzioni dallo Stato al comune, come era stato imposto dai comuni più grandi. Il governo incoraggia la fusione fra comuni ma ha un atteggiamento diverso rispetto a quello di altri paesi nordici nei quali le unioni fra due comuni sono decise dallo Stato (come avviene in Danimarca in seguito alla riforma municipale del 2007.) Invece nell'isola il processo è volontario: i comuni si organizzano fra di loro per eventuali fusioni e l'operazione deve poi essere anche ratificata dalla popolazione con un referendum. Un approccio simile è usato nelle Isole Fær Øer. Tuttavia, i comuni con meno di 50 abitanti possono essere costretti ad una fusione.
Il numero dei comuni ha avuto l'apice alla metà del XX secolo (229 nel 1950). Nel 1995 il loro numero si è ridotto a 170, mentre attualmente ce ne sono 72. In quanto a popolazione, variano da 50 a 114 800 abitanti; le superfici variano da 2 km² a 8884 km². La popolazione media è di 3 790 abitanti.

## Lista
| Posizione (variazione) | Comuni                      | Popolazione 1/12/2006 | Variazione dal 1/12/2005 | %       | Variazione dal 1/12/1996 | %        |
| ---------------------- | --------------------------- | --------------------- | ------------------------ | ------- | ------------------------ | -------- |
| 1 ()                   | Reykjavík                   | 116 446               | +1646                    | +1,43%  | +10482                   | +9,89%   |
| 2 ()                   | Kópavogur                   | 27 536                | +1068                    | +4,04%  | +8986                    | +48,44%  |
| 3 ()                   | Hafnarfjörður               | 23 674                | +1223                    | +5,45%  | +5739                    | +32%     |
| 4 ()                   | Akureyri                    | 16 822                | +86                      | +0,51%  | +1553                    | +10,17%  |
| 5 ()                   | Reykjanesbær                | 11 928                | +582                     | +5,13%  | +1576                    | +15,22%  |
| 6 ()                   | Garðabær                    | 9 529                 | +106                     | +1,12%  | +1698                    | +21,68%  |
| 7 ()                   | Mosfellsbær                 | 7 501                 | +344                     | +4,81%  | +2525                    | +50,74%  |
| 8 ()                   | Árborg                      | 7 280                 | +319                     | +4,58%  | +1887                    | +34,99%  |
| 9 ()                   | Akranes                     | 5 955                 | +173                     | +2,99%  | +881                     | +17,36%  |
| 10 ()                  | Fjarðabyggð                 | 5 705                 | +861                     | +17,77% | +1308                    | +29,75%  |
| 11 ( 4)                | Fljótsdalshérað             | 4 644                 | +739                     | +18,92% | +1798                    | +63,18%  |
| 12 ( 1)                | Seltjarnarnes               | 4 467                 | +6                       | +0,13%  | -92                      | -2,02%   |
| 13 ( 1)                | Ísafjarðarbær               | 4 098                 | -11                      | -0,27%  | -421                     | -9,32%   |
| 14 ( 1)                | Skagafjörður                | 4 078                 | -32                      | -0,78%  | -353                     | -7,97%   |
| 15 ( 3)                | Vestmannaeyjar              | 4 075                 | -100                     | -2,40%  | -674                     | -14,19%  |
| 16 ()                  | Borgarbyggð                 | 3 713                 | +88                      | +2,43%  | +401                     | +12,11%  |
| 17                     | Suðurnesjabær               | 3 374                 |                          |         |                          |          |
| 18 ()                  | Norðurþing                  | 3 023                 | -8                       | -0,26%  | -494                     | -14,05%  |
| 19 ()                  | Grindavík                   | 2 697                 | +73                      | +2,78%  | +528                     | +24,34%  |
| 20 ( 1)                | Fjallabyggð                 | 2 261                 | -37                      | -1,61%  | -575                     | -20,28%  |
| 21 ( 1)                | Hveragerði                  | 2 189                 | +100                     | +4,79%  | +520                     | +31,16%  |
| 22 ( 2)                | Hornafjörður                | 2 186                 | -3                       | -0,14%  | -255                     | -10,45%  |
| 23 ()                  | Dalvíkurbyggð               | 1 966                 | +39                      | +2,02%  | -120                     | -10,45%  |
| 24 ()                  | Ölfus                       | 1 854                 | +55                      | +3,06%  | +292                     | +18,69%  |
| 25 ()                  | Snæfellsbær                 | 1 702                 | -41                      | -2,35%  | -66                      | -3,73%   |
| 26 ()                  | Rangárþing eystra           | 1 694                 | +22                      | +1,32%  | +8                       | +0,47%   |
| 27 ()                  | Rangárþing ytra             | 1 526                 | +67                      | +4,59%  | +99                      | +6,94%   |
| 28 ()                  | Húnaþing vestra             | 1 163                 | -6                       | -0,51%  | -170                     | -12,72%  |
| 29 ()                  | Stykkishólmur               | 1 149                 | -16                      | -1,37%  | -126                     | -9,88%   |
| 30 ()                  | Vogar                       | 1 106                 | +88                      | +8,64%  | +436                     | +65,07%  |
| 31 ()                  | Eyjafjarðarsveit            | 998                   | +20                      | +2,04%  | +64                      | +6,85%   |
| 32 ()                  | Grundarfjörður              | 954                   | -20                      | -2,05%  | +10                      | +1,06%   |
| 33 ()                  | Vesturbyggð                 | 937                   | -28                      | -2,90%  | -360                     | -27,76%  |
| 34 ()                  | Bláskógabyggð               | 921                   | 0                        | 0%      | +128                     | +16,14%  |
| 35 ()                  | Bolungarvík                 | 905                   | -13                      | -1,42%  | -192                     | -17,50%  |
| 36 ()                  | Blönduós                    | 892                   | -11                      | -1,22%  | -171                     | -16,09%  |
| 37 ()                  | Hrunamannahreppur           | 786                   | +19                      | +2,48%  | +119                     | +17,84%  |
| 38 ()                  | Seyðisfjörður               | 726                   | -5                       | -0,68%  | -105                     | -12,64%  |
| 39 ()                  | Vopnafjörður                | 712                   | -13                      | -1,79%  | -160                     | -18,35%  |
| 40 ( 1)                | Þingeyjarsveit              | 699                   | +13                      | +1,90%  | -131                     | -15,78%  |
| 41 ( 1)                | Dalabyggð                   | 682                   | -33                      | -4,62%  | -146                     | -17,63%  |
| 42 ()                  | Hvalfjarðarsveit            | 616                   | +13                      | +2,16%  | +62                      | +11,19%  |
| 43                     | Hörgársveit                 | 600                   |                          |         |                          |          |
| 44 ( 2)                | Flói                        | 551                   | +25                      | +4,75%  | +26                      | +4,95%   |
| 45 ( 1)                | Skagaströnd                 | 534                   | -11                      | -2,02%  | -122                     | -18,60%  |
| 46 ( 1)                | Skeiða- og Gnúpverjahreppur | 527                   | +6                       | +1,15%  | -30                      | -5,39%   |
| 47 ( 11)               | Fljótsdalur                 | 524                   | +169                     | +47,61% | +415                     | +380,73% |
| 48 ( 3)                | Langanesbyggð               | 518                   | -24                      | -4,43%  | -96                      | -15,64%  |
| 49 ()                  | Strandabyggð                | 507                   | +7                       | +1,4%   | -155                     | -23,41%  |
| 50 ( 2)                | Mýrdalur                    | 496                   | -7                       | -1,39%  | -41                      | -7,64%   |
| 51 ( 1)                | Skaftárhreppur              | 485                   | -5                       | -1,02%  | -116                     | -19,30%  |
| 52 ( 1)                | Húnavatn                    | 463                   | -8                       | -1,7%   | -62                      | -11,81%  |
| 53 (1)                 | Djúpivogur                  | 463                   | +5                       | +1,09%  | -95                      | -17,03%  |
| 54 ( 2)                | Skútustaðir                 | 410                   | -18                      | -4,21%  | -62                      | -13,14%  |
| 55 ( 1)                | Svalbarðsströnd             | 381                   | -1                       | -0,26%  | +42                      | +12,39%  |
| 56 ()                  | Grímsnes og Grafningur      | 375                   | +19                      | +5,34%  | +56                      | +17,55%  |
| 57 ( 2)                | Grýtubakki                  | 368                   | +2                       | +0,55%  | +3                       | +0,82%   |
| 58 ()                  | Tálknafjörður               | 292                   | -5                       | -1,68%  | -39                      | -11,78%  |
| 59 ()                  | Reykhólar                   | 251                   | -4                       | -1,57%  | -83                      | -24,85%  |
| 60 ( 1)                | Súðavík                     | 229                   | -6                       | -2,62%  | -71                      | -23,67%  |
| 61 ()                  | Akrahreppur                 | 222                   | -3                       | -1,33%  | 0                        | 0%       |
| 62 ( 2)                | Kjós                        | 181                   | +19                      | +11,73% | +40                      | +28,37%  |
| 63 ( 1)                | Ásahreppur                  | 158                   | -6                       | -3,66%  | +18                      | +12,86%  |
| 64 ()                  | Borgarfjörður               | 146                   | 0                        | 0%      | -32                      | -17,98%  |
| 65 ()                  | Eyjar og Miklaholt          | 140                   | +3                       | +2,19%  | +3                       | +2,19%   |
| 66 ( 1)                | Svalbarð                    | 106                   | -3                       | -2,75%  | -12                      | -10,17%  |
| 67 ( 1)                | Kaldrananes                 | 101                   | -11                      | -9,82%  | -34                      | -25,19%  |
| 68 ()                  | Skagabyggð                  | 96                    | -3                       | -3,03%  | +3                       | +3,23%   |
| 69 ( 1)                | Tjörnes                     | 60                    | -3                       | -4,76%  | -23                      | -27,71%  |
| 70 ( 1)                | Helgafellssveit             | 58                    | +3                       | +5,45%  | -10                      | -14,71%  |
| 71 ( 2)                | Skorradalur                 | 56                    | -8                       | -12,50% | +9                       | +19,15%  |
| 72 ()                  | Árnes                       | 50                    | 0                        | 0%      | -34                      | -40,40%  |
| ∑                      | Islanda                     | 307261                | +7857                    | +2,56%  | +37534                   | +13,92%  |

## Ex comuni
Comuni soppressi recentemente.
- Álftanes: nel gennaio 2013 è stato inglobato nel comune di Garðabær.
- Sandgerði: nel 2018 si è fuso con Garður per creare il nuovo comune di Suðurnesjabær.
- Garður: nel 2018 si è fuso con Sandgerði per creare il nuovo comune di Suðurnesjabær.
- Hörgárbyggð: nel 2010 è stato unito a Arnarnes per formare il nuovo comune di Hörgársveit.
- Arnarnes: nel 2010 è stato unito a Hörgárbyggð per formare il nuovo comune di Hörgársveit.
- Aðaldalur: nel 2008 è stato inglobato nel comune di Þingeyjarsveit.
- Breiðdalur: nel 2018 si è unito al comune di Fjarðabyggð.
- Bær: nel gennaio 2012 è stato inglobato nel comune di Húnaþing vestra.
- Grímsey: nel 2009 si è unito al comune di Akureyri.